# エドウィン・マートン
エドウィン・マートン（ハンガリー語: Edvin Marton、本名:ハンガリー語: Lajos Csűry Edvin、1974年2月17日 - ）は、ハンガリーの作曲家、ヴァイオリニスト。ブダペスト在住。
エフゲニー・プルシェンコやステファン・ランビエールなど多くのフィギュアスケート選手に楽曲を提供していることでも知られる。

## 経歴
1974年、両親はハンガリー人の音楽家で、両親が仕事の都合で滞在していたウクライナ・ソビエト社会主義共和国のヴィロクで生まれた。5歳の誕生日プレゼントで貰った30cmのヴァイオリンを手始めとして、音楽家である両親に師事してヴァイオリンを学んだ。8歳で親元を離れ、名門モスクワ音楽院付属中央音楽学校に入学。寄宿舎で生活しながらエフゲニア・チュガエヴァ(Eugenia Tchougaeva)に師事。12歳の時、モスクワ交響楽団と最初のコンサートを行った。
17歳でブダペストのリスト音楽院に入学、ゲザ・カパシュ(Geza Kapas)の指導を受けるようになった。ルッジェーロ・リッチのマスタークラスに参加し、best participant賞を獲得。また、同じくリッチによるベルリンでのInternational Course Competitionではグランプリを獲得。
1993年、ハンガリーのNational Philharmonic Concert Agencyでヤングソリスト(young soloist)に選出された。その後、ハンガリーにおける主要オーケストラのほぼ全てと共演し、オーストリア、イタリア、ドイツ、スイスなどでもコンサートを実施。
1994年5月、国際的に著名なヴァイオリニストドロシー・ディレイが彼をアメリカ合衆国コロラド州で開催されたアスペンミュージックフェスト(w:Aspen Music Festival)に招待し、そこでスリランカの名ピアニストロハン・デ・シルヴァ(w:Rohan de Silva)と競演した。
その後、ニューヨークで奨学金を獲得、ジュリアード音楽院のドロシー・ディレイのクラスに入った。
1996年にカナダモントリオールで行われたコンクールに勝利し、スイス銀行から1697年に製造されニコロ・パガニーニが生前実際に使用していたストラディバリウス（名称不明）の生涯貸与を受けた。約4億円相当とも言われている。このストラディバリウスの名称は不明だが、エドウィン本人はストラディバリウスのことを彼女と呼び、"Cunci"と呼称している。その他にも合計16本のヴァイオリンを所有（もしくは貸与）している。

## 家族・親族
- 妻：Adrienn Gombosiはミスコン優勝者。
- 長男：マクシム(Maxim)

## 趣向等
【車】ポルシェカレラカブリオレが好き。以前、雨の日に日産フェアレディZロードスターを時速120kmで運転していて、事故を起こしそうになったことがある。
- 身長：約180cm
- 自宅：ハンガリーのブダペストとモナコのモンテカルロにそれぞれ所有している。
- 操る言語：ハンガリー語、ウクライナ語、英語、ロシア語、ドイツ語、フランス語イタリア語を少々。